# Кільцева дорога (станція метро)
Кільцева дорога — проєктована кінцева станція Подільсько-Вигурівської лінії Київського метрополітену. Згідно з проєктом буде розташована на перетині вулиці В'ячеслава Чорновола (місто Вишневе) та Кільцевої дороги в перспективі після 2030 року. За станцією буде розміщуватися електродепо «Гатне».